# Brixton Hill
Brixton Hill är en ort i Storbritannien.   Den ligger i grevskapet Greater London och riksdelen England, i den södra delen av landet, i huvudstaden London. Brixton Hill ligger 33 meter över havet och antalet invånare är 12 458.
Terrängen runt Brixton Hill är platt. Runt Brixton Hill är det mycket tätbefolkat, med 6 959 invånare per kvadratkilometer. Närmaste större samhälle är City of London, 7,1 km norr om Brixton Hill. Runt Brixton Hill är det i huvudsak tätbebyggt.